# 當眞慶
當眞 慶（とうま けい、2000年8月7日 - ）は、ジャパンラグビーリーグワン三重ホンダヒートに所属するラグビーユニオン選手。

## プロフィール
- 沖縄県出身[1]。
- ポジションはフランカー(FL)、ウィング(WTB)。
- 身長 178 cm、体重 100 kg
- 兄の琢(現NECグリーンロケッツ東葛)・弟の蓮(現帝京大学)もラグビー選手[2]。

## 略歴
2019年、流経大柏高校卒業後、帝京大学に入る。なお流経大柏高校時代、高校日本代表候補に選ばれたことがある。
2023年、帝京大学卒業後、三重ホンダヒートに加入。同年12月9日に行われたJAPAN RUGBY LEAGUE ONE第1節コベルコ神戸スティーラーズ戦にて途中出場でリーグワン公式戦初出場を果たした。
2024年9月15日(日)午前7時ごろ、道路交通法違反（酒気帯び運転）を行い、検挙された。三重ホンダヒートは、年俸減額とチーム対外活動参加禁止6か月間の処分を行い、ジャパンラグビーリーグワンは規律委員会における審議を始めた。